# Conistra barettii
Conistra barettii là một loài bướm đêm trong họ Noctuidae.